# Drias

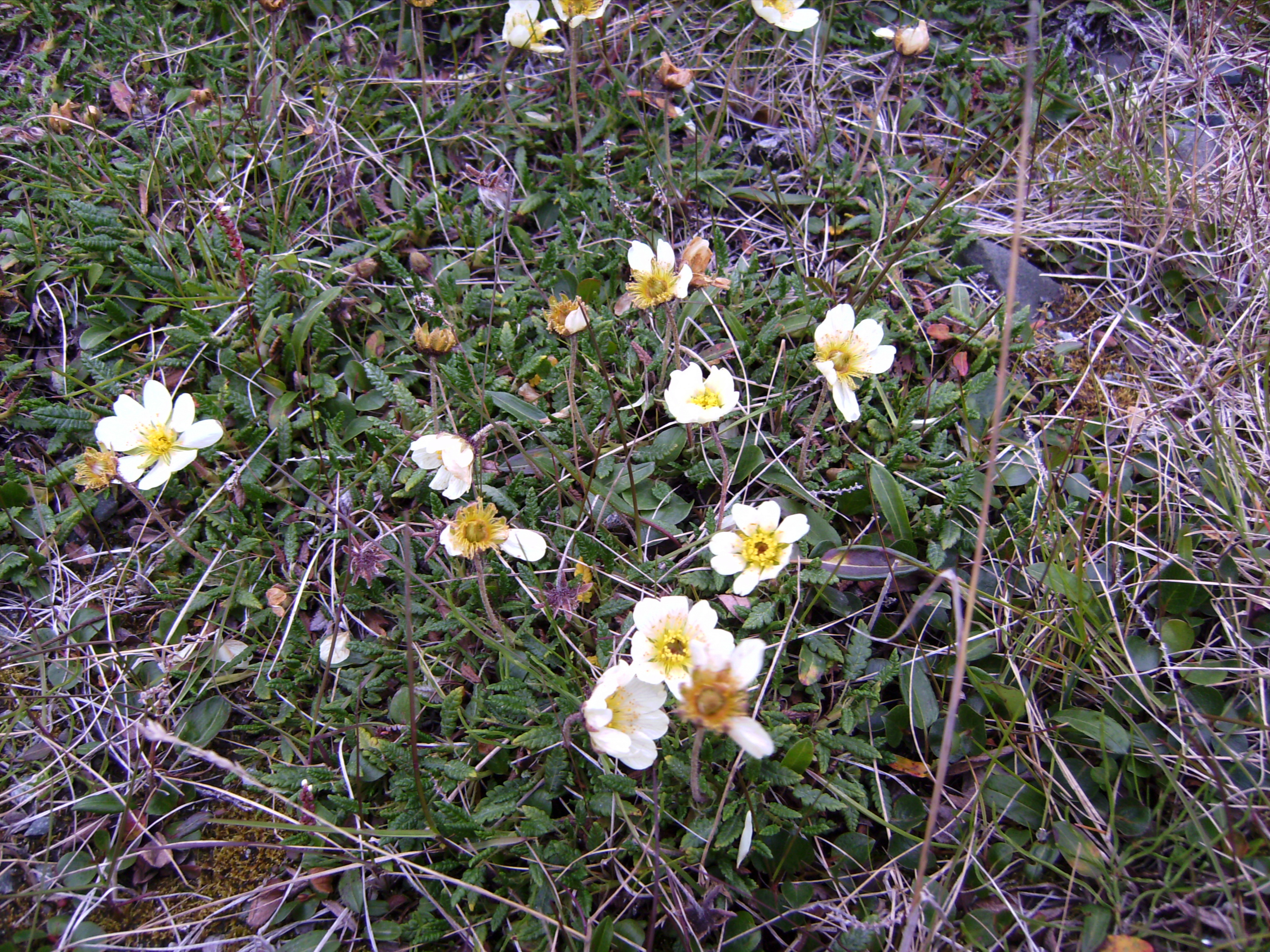
Grup de Dryas octopetala a Longyearbyen

Drias (Dryas) és un gènere de plantes herbàcies perennes de la família de les rosàcies. Rep el nom de la nimfa dríada de la mitologia grega. És un gènere originari de les regions àrticoalpines d'Europa, Àsia i Amèrica del Nord. Les espècies són morfològicament similars a les dels gèneres Geum, Potentilla i Fragaria, però es diferencien en tenir flors amb 8 pètals (poques vegades set o deu), en lloc dels 5 pètals de la majoria de les rosàcies. Les flors són erectes i blanques amb el centre groc (Dryas integrifolia, Dryas octopetala) o pèndules i completament grogues (Dryas drummondii). El gènere es troba en la tundra i els prats alpins a més d'utilitzar-se en jardineria.

## Taxonomia
La classificació de Dryas dins de les rosàcies està poc clara. Primer es va classificar en la subfamília Rosoideae, i després en la tribu Dryadeae amb els gèneres Chamaebatia, Purshia i Cercocarpus, Els quatre gèneres comparteixen la capacitat de la fixació del nitrogen amb el bacteri Frankia. Tanmateix la recerca genètica recent apunta que la tribu Dryadeae podria ser parafilètica amb Dryas no relacionat estretament amb els altres tres gèneres.